# Kinoteka Stockholm
Kinoteka Stockholm – festiwal filmów polskich w Sztokholmie.
Festiwal filmów polskich w Sztokholmie. Organizatorem festiwalu jest Instytut Polski w Sztokholmie. przy współpracy z Polskim Instytutem Sztuki Filmowej z Festiwalem Filmów Animowanych FIA i Betting on Shorts, Festiwalem FIA Stockholm, Festiwalem Filmów Animowanych OFAFA. Festiwal prezentuje współczesne kino polskie i filmy, które powstały przed 1989 rokiem.